# Kanyakumari
Kanyakumari (tamil. கன்னியாகுமரி) – miasto w Indiach na przylądku Komoryn, w dystrykcie Kanyakumari należącym do stanu Tamilnadu. Kanyakumari jest najdalej na południe położonym miastem Indii. W 2001 liczebność populacji miasta wyniosła 19 678.